# Ain't It Funny (Murder Remix)
"Ain't It Funny (Murder Remix)" är en R&B-låt framförd av den amerikanska sångerskan Jennifer Lopez, skriven av henne själv, Ashanti och Cory Rooney till Lopez remixalbum J to tha L-O! The Remixes (2002).
"Ain't It Funny (Murder Remix)" är en alternativ version av Lopez latinoinspirerade hitlåt "Ain't It Funny" men låtarna har inget gemensamt utöver namnen. En stor del av "Murder Remix" skrevs av Ashanti under oplanerad studiotid en sen kväll vid Murder Inc. studio. Hela Irv Gottis team var samlade i studion och sysslade med olika saker. Rapparen Ja Rule låg på golvet och spelade TV-spel och beats från låten spelades i bakgrunden. Chris Gotti, Irv Gottis bror, sade till Ashanti; "Ja [Rule] skulle ha skrivit texten till Lopez låt ikväll men jag tror inte det blir av. Vill du gå in båset och prova?". Ashanti skrev en del av låten över telefon med Irv Gotti som var i Los Angeles. "Ain't It Funny (Murder Remix)" samplar Craig Macks "Flava in Ya Ear" från 1994 och gavs ut som den ledande singeln från Lopez skiva den 11 mars 2002. Singeln kom att toppa Billboard Hot 100 i sex veckor vilket blev Jennifer Lopez tredje listetta på rad och Ja Rules tredje listetta. Låten ersattes senare av ytterligare en Ja Rule-låt; "Always on Time" en duett med Ashanti (denna låt ersattes senare av Ashantis solodebut; "Foolish"). Även på de flesta internationella territorier blev singeln en stor hit och nådde topp-tio i Storbritannien, Irland och Nederländerna.
Musikvideon till singeln regisserades av Dave Meyers.

## Format och innehållsförteckningar
| - Amerikansk CD/Maxi-singel 1. "Ain't It Funny" (Murder Remix Featuring Ja Rule & Caddillac Tah) - 3:56 2. "Waiting For Tonight" (Hex Hector Vocal Remix Extended) - 11:16 3. "Feelin' So Good" (HQ2 Club Mix) - 7:26 4. "Ain't It Funny" (Almighty Mix) - 7:21 - Europeisk CD-singel 1. "Ain't It Funny" (Remix) - 3:54 | - Brittisk kassett-singel 1. "Ain't It Funny" (Murder Remix) - 3:54 2. "Feelin' So Good" (HQ2 Radio Mix) - 4:05 3. "Play" (Artful Dodger Mix) - 4:35 4. "Ain't It Funny" (Murder Remix) - 3:54 5. "Feelin' So Good" (HQ2 Radio Mix) - 4:05 6. "Play" (Artful Dodger Mix) - 4:35 |

## Topplistor
| Lista (2002)                                | Topp position |
| ------------------------------------------- | ------------- |
| Europeiska European Hot 100 Singles         | 13            |
| Irlands singellista                         | 8             |
| Kanadas Canadian Hot 100                    | 12            |
| Nederländernas Dutch Top 40                 | 10            |
| Tysklands Media Control Chart               | 18            |
| Schweiz singellista                         | 7             |
| Storbritanniens UK Singles Chart            | 4             |
| Amerikanska Billboard Hot 100               | 1             |
| Amerikanska Billboard Hot Dance Club Play   | 8             |
| Amerikanska Billboard Hot R&B/Hip-Hop Songs | 4             |